# Heinrich von See
Heinrich von See (* vor 1389; † nach 1428) war ein Bischof von Schleswig.

## Leben und Wirken
Heinrich von See kam aus einer Familie des holsteinischen Adels. 1389 hatte er eine Stelle als Dompropst im Kapitel Schleswig. Gemeinsam mit dem Domkapitel, das sich in einer Auseinandersetzung mit König Erich von Pommern mit den holsteinischen Grafen verbündet hatte, ging er gegen Bischof Johann Skondelev vor, der politisch auf Seiten der Dänen stand.
Nach dem Tod Skondelevs wählte das Kapitel von See, trotz Einsprüchen des Erzbischofs Peder Lykke, zum Bischof. Papst Martin V. bestätigte die Wahl am 17. Dezember 1421. Als es 1423 zu einer Gerichtsverhandlung bei König Sigismund kam, fertigte von See für die Söhne des Herzogs von Schleswig Urkunden und Rechtszeugnisse aus, um ihnen zu helfen.
Da er krank, hochbetagt und erblindet war, bekam von See ab 1424 Hilfe von Archidiakon und Koadjutor Erich Dozenrode. 1425 vertraten ihn zwei Abgeordnete des Schleswiger Kapitels bei einer Provinzialsynode in Kopenhagen. Von Sees Dienstzeit als Bischof endete zum Jahreswechsel 1428/29.